# آورو ۵۴۹ آلدرشات
آورو ۵۴۹ آلدرشات (به انگلیسی: Avro 549 Aldershot) یک هواپیمای ساختِ کارخانهٔ آورو در کشور بریتانیا است. نخستین استفاده‌کنندهٔ این هواپیما نیروی هوایی سلطنتی بریتانیا بوده‌است. این هواپیما در ۱۹۲۱ میلادی نخستین پرواز خود را انجام داد.